# Centro Cultural Nacional Hispânico
O Centro Cultural Nacional Hispânico  (em inglês: National Hispanic Cultural Center) em Albuquerque, Novo México é um estabelecimento criado para preservar e promover a cultura do mundo de língua espanhola nos Estados Unidos. O NHCC encontra-se no vale do sul de Albuquerque, perto do centro sul  da cidade , na avenida César Chavez e 4th St. , e conta com uma variedade de arquitectura que inclui uma escola de estilo fazenda renovada e modernos edifícios como as pirâmides mayas estilizadas.
O Centro Cultural Nacional Hispânico ( NHCC ) dedica-se ao estudo, a promoção e a apresentação da cultura hispânica  as artes e as humanidades . Desde a sua inauguração em 2000, o NHCC têm organizado mais de 20 exposições de arte e 400 programas visuais, apresentações , e actos das artes literárias . Nos eventos têm aparecido artistas locais, nacionais e internacionais , académicos e artistas.